# Herbert Barth (Diplomat)
Herbert Barth (* 20. Mai 1929 in Leipzig) ist ein ehemaliger deutscher Diplomat. Er war Botschafter der DDR in der Schweiz und in Liechtenstein.

## Leben
Barth, Sohn eines Arbeiters, erlernte den Beruf des Fernmeldebauhandwerkers. Später absolvierte er ein Fernstudium an der Deutschen Akademie für Staats- und Rechtswissenschaften in Potsdam. Er promovierte 1967 zum Dr. rer. oec.
Barth arbeitete seit 1951 für das Ministerium für Auswärtige Angelegenheiten der DDR (MfAA) und war in der Botschaft in Ungarn eingesetzt. 1955 wurde er Abteilungsleiter in der Hauptabteilung III (Grundsatzfragen) des MfAA. Von 1961 bis 1963 war er Leiter der Grundsatzabteilung und von 1963 bis 1965 Leiter des Büros von Außenminister Lothar Bolz. Von 1965 bis 1966 arbeitete er als Botschaftsrat an der Botschaft in Budapest. Von 1966 bis 1974 war er persönlicher Referent des Politbüro-Mitglieds Hermann Axen, der für die Abteilung Internationale Verbindungen im ZK der SED verantwortlich war. 1975/1976 arbeitete Barth als wissenschaftlicher Mitarbeiter im MfAA. Von 1976 bis Mai 1980 war er Botschafter der DDR in Bern und von dort zweitakkreditiert in Liechtenstein. Von Juni 1980 bis 1990 leitete er die Abteilung USA, Kanada, Japan und Australien im MfAA.
Barth war Mitglied der SED.

## Auszeichnungen
- Vaterländischer Verdienstorden in Bronze (1970)
- Banner der Arbeit (1979)
- Vaterländischer Verdienstorden in Silber (1989)[1]